# 캐서린 벨
캐서린 벨(Catherine Bell, 1968년 8월 14일 ~ )은 미국의 배우이다.

## 출연
- 2005년: 트라이앵글 (The Triangle) - 에밀리 패터슨 역
- 2003년: 브루스 올마이티 (Bruce Almighty) - 수잔 오르테가 역
- 1999년: 스릴씨커 (The Time Shifters) - 엘리자베스 윈턴 역
- 1997년: 크래쉬다이브 (Crash dive) - 리사 스탁 역